# Commodore 64
Commodore 64 (транскр. Комодор 64), такође понекад називан „кутија за хлеб” или „дебељко” због свог облика, је кућни рачунар са 64 килобајта примарне меморије који је био популаран осамдесетих година 20. века. Представљен од стране фирме Комодор Бизнис Машин (Commodore Business Machines) августа 1982. године по цени од 595 долара, Комодор 64 је понудио солидне звучне и графичке перформансе у поређењу са ондашњим стандардом. Током живота Комодора 64 (између 1982. и 1993) укупна продаја је премашила 22 милиона примерака. Према Гинисовој књизи рекорда, Комодор 64 још увек остаје најпродаванији рачунар свих времена.
За разлику од рачунара који су били дистрибуирани само преко овлашћених посредника, Комодор се продавао и у продавницама са играчкама. Рачунар се могао директно прикључити на телевизор, дајући тиме много дражи обичних конзола за видео-игре као што је Атари 2600. Цена Комодора 64 се сматрала као главни разлог за слом видео-игара 1983.
Приближно 10.000 програма је написано за Комодор 64 (у ово спадају развојне апликације, канцеларијски алати и игре). Комодор 64 је такође заслужан за популаризацију компјутерске демо-сцене. Иако оригинални хардвер данас користе само хобисти, емулатори дозвољавају сваком са модерним рачунаром да покреће ове програме на свом рачунару (са различитим степеном успеха и функционалности).

## Историја

### Порекло
Јануара 1981. године, МОС Технолоџи (MOS Technology), Комодорово под-одељење за дизајнирање интегрисаних кола, започело је пројекат дизајнирања графичких и звучних чипова за следећу генерацију конзола за видео-игре. Посао око дизајнирања чипова је завршен новембра 1981. године. Пројекат конзоле се првобитно звао Ултимакс, који је осмислио Јаши Теракура из Комодора Јапан. Овај пројекат је на крају отказан.
У исто време, половином 1981, Роберт Расел (системски програмер и архитекта VIC-20) и Роберт Јанес (творац SID чипа) су били критички расположени према ондашњој производној политици Комодора, која је била за наставак Комодор PET линије чији су циљ били пословни корисници. Уместо тога, они су предложили, уз подршку Ала Карпентијеа (инжењера VIC-II) и Чарлса Винтербла (менаџера МОС Технолоџија), истински јефтиног наследника VIC-20 Комодоровом директору Џеку Трамелу. Трамел је условио да машина треба да има 64 килобајта  меморије. Иако је цена 64 килобајта  меморије била 100 долара у то време, Трамел је знао да цена DRAM-а опада и да ће пасти на прихватљиви ниво пре него што крене пуна производња. Трамел је такође поставио крајњи рок, тако да буде готов пре зимског салона потрошачке електронике прве недеље јануара 1982.
Пошто је састанак био у новембру, инжењери су имали два месеца да развију употребљиви прототип.
Производ је имао шифру VIC-40. Тим који га је конструисао су чинили Роберт Расел, Роберт Јанес и Дејвид Зембицки. Дизајн, прототипови и нешто софтвера је завршено на време, након што је тим радио и за време празника. Када је производ представљен, VIC-40 је преименован у Комодор 64 (Ц64) да би попунио Комодорову пословну понуду коју су чинили P128 и B256.
Комодор 64 је имао импресивни „деби“, како се сећа инжењер Дејвид Зембицки: ”све што смо видели на нашем штанду су били људи из Атарија који су говорили: ”Како можете да урадите то за 595 долара?” Одговор, који је он дао, је био вертикална интеграција; захваљујући Комодоровом власништву над производним погонима МОС Технолоџија, сваки Комодор 64 је коштао отприлике 135 долара.

### Побеђивање у тржишној утакмици
Комодор 64 се суочио са великом конкуренцијом кућних рачунара по свом представљању у августу 1982. Захваљујући импресивно ниској цени уз напредни хардвер Комодора 64, он је брзо надвисио многе своје ривале. У САД, највећи ривали су му били Atari 800 и Apple II. Atari 800 је био веома сличан са технолошког аспекта, али је био скуп за производњу, што је ускоро натерало Атари да пребаци своју производњу на Далеки исток. То је такође натерало Атари да редизајнира своје машине како би биле ефикасније, што је резултовало 600XL/800XL линијом. Времешни Apple II није био раван са графичким и звучним могућностима Комодора 64, али је био врло проширив уз помоћ унутрашњих слотова за проширење, што Комодор 64 није имао.
У Уједињеном Краљевству, највећи ривали Комодора 64 су били британски Sinclair ZX Spectrum и Amstrad CPC. Издан неколико месеци пре Комодора 64 и продајући се за скоро дупло мању цену, Spectrum је убрзо постао тржишни лидер. Комодор 64 ће бити ривал Spectrum-у у другој половини осамдесетих, кад ће можда престићи Spectrum (чија је производња обустављена 1992)
Један од разлога успеха Комодора 64 је била Комодорова агресивна кампања. Комодор се није продавао само у ланцу овлашћених продавница, већ и у дисконтима и продавницама играчака. Пошто је на излазу имао могућност приказивања композитног видеа и ТВ модулатор, Комодор 64 није захтевао специјалан монитор, па је могао бити прикључен на антенски улаз телевизора. Ово му је омогућило (као и његовом претходнику VIC-20) да се директно бори против конзола као што су Atari 2600.

### Наследници Комодора 64
1984. Комодор је избацио SX-64, преносну верзију Комодора 64. SX-64 је имао част да буде први преносни рачунар са монитором у боји. Основна јединица се састојала од CRT монитора дијагонале 5 инча и интегрисаног 1541 дискетног уређаја. Иако су га критичари поздрављали, због своје значајно више цене од стандардног Комодора 64, мање од 10.000 комада је продато, пре него што је производња обустављена 1986.
1984. године, Комодор је избацио Комодор Плус/4. Иако су многи критичари посматрали као покушај замене Комодора 64, он је био заправо замена за VIC-20. Плус/4 је понудио монитор са више боја, бољу имплементацију бејсика и претходно инсталиран софтвер. Али, иако је он био замена за ВИЦ-20, а не за Комодор 64, критичари су сматрали да је Комодор начинио велику пословну грешку направивши га некомпатибилним са већином програма писаних за Комодор 64. Као најважније, Плус/4 није хардверски подржавао спрајтове и имао је много лошији звук, чак лошији и од ВИЦ-20, озбиљно подбацујући у два подручја у којима је Комодор 64 бриљирао. Даље, ниједан од Комодорових екстерних периферних уређаја осим за монитор и већине џојстика нису били компатибилни са Плус/4, а обећана дискетна јединица није била доступна прва три месеца док је Плус/4 био у продавницама. Погрешно схваћена нова машина није успела, ни на чије изненађење осим самог Комодора, док је потражња за Комодор 64 повећана јер су старе залихе биле уклоњене да би се направило место за оно што је тобоже требало да буде напреднија замена.
Комодор је одлучио да не направи исту грешку и побринуо се да потенцијални наследници Комодора 64, Комодор 128 и 128Д буду 100% компатибилни са оригиналом и да понуде дуго тражена унапређења (као што што су структурирани бејсик са графичким и звучним командама, излазом за монитор који је подржавао 80 редова и пуну ЦП/М (CP/M) компатибилност). Основа за Комодор 128, Комодор Б-128 се већ успешно продавао у северноевропским и скандинавским земљама. Како су Комодор 128 и напреднији рачунари других произвођача улазили на тржиште, Комодор је одредио Комодора 64 као рачунар за почетнике, смањујући цену по потреби.
1986. Комодор је издао Комодор 64Ц, који је функционално био идентичан оригиналу, али је спољашњи дизајн подржавао дух Комодора 128. У САД, Комодор 64Ц је често долазио заједно са оперативним системом базираним на ГЕОС графичком оперативном систему.
1990. године, Комодор 64 је био реиздан у облику играчке конзоле Ц64ГС. То је у основи била плоча за Комодор 64 модификована да прима кертриџе одозго. Модификовани РОМ чип је заменио бејсиков интерпретер са поздравним поруком током учитавања која је тражила од корисника да убаци кертриџ. Није потребно рећи да је Ц64ГС био још један комерцијални неуспех за Комодор и никад није продаван изван Европе.
Током 1990/1991. године направљен је прототип наследник Комодора 64, Комодор 65 (такође познат и као ”C64DX”), али он никад није био пуштен у продају. Требало је да има супериорне графичке и звучне могућности у односу на Амигу, мада са слабијим процесором и мање меморије, као и уграђену дискетну јединицу од 3½" капацитета 1 мегабајт, али проблеми са хардвером су били превелики и рад је обустављен.
У лето 2004. након одсуствовања са тржишта више од 10 година, произвођач персоналних рачунара Тулип Компјутерс БВ (власник имена Комодор од 1997) је издао C64DTV, конзолу у облику џојстика засновану на Комодору 64 са 30 игара снимљених у ROM. Дизајнирала га је Џери Елсворт, самоука дизајнерка рачунара. C64DTV је био слична у концепту осталим мини-конзолама заснованим на конзолама Atari 2600 и Intelvision које су имале успеха у протеклој деценији. C64DTV је продаван у САД за време божићних празника 2004. Неки корисници су инсталирали 1541 дискетни уређај, хард дискове, друге џојстике и тастатуре овим рачунарима, што им је дало скоро све могућности оригиналног Комодора 64.
Ентузијасти и даље развијају нови хардвер, укључујући Етернет картице, специјално прилагођене хард-дискове и интерфејсе за флеш картице.

### Активна демосцена
У време представљања, графичким и звучним могућностима Комодора 64 могли су да парирају само рачунари из Атаријеве осмобитне фамилије. То је било време када су IBM-ови персонални рачунари имали графичке карте намењене исписивању текста, мониторима са зеленим екранима и звуком који је могао да генерише само најосновније звуке на малом неквалитетном звучнику.
Захваљујући напредној графици и звуку, Комодору 64 се често приписује започињање рачунарске поткултуре знане као демо-сцена. На крају миленијума, он се активно користи као демо-машина, посебно за музику (његов звучни чип се чак користи на посебним звучним картицама за ПЦ). Ипак, за све остале, осим за најупорније ентузијасте, Комодор 64 је изгубио своју позицију на демо-сцени када су шеснаестобитни Атари СТ и Комодор Амига уведени средином осамдесетих.
Демо-сцена је далеко од мртве више од 20 година након изума Комодора 64. Нове игре се још увек развијају. Вредна помена је Enhanced Newcome, која је узела скоро 10 година развоја.
Разлике између PAL и NTSC Комодора 64 су биле узрок некомпатибилности између америчке и верзије за већину других земаља. Већина демоа ради само на ПАЛ машинама.

## Хардвер

### Графика и звук
Комодор 64 је користио осмобитни 6510 процесор МОС Технолоџија (близак рођак 6502 са додатним унутрашњим улазно/излазним портом који је у Комодору 64 коришћен у две сврхе: за укључивање и искључивање РОМ рачунара и да ради са касетофоном) и имао је 64 килобајта RAM-a, од којих је 38 килобајта било доступно за уграђени Бејсик 2.0.
Графички чип VIC-II, који је подржавао осам спрајтова, скролујуће могућности и два мода. Стандардни текстуални мод је подржавао 40 колона, као и већина Комодорових ПЕТ модела. Програмери видео-игара и демо-програмери су убрзо открили како да искористе грешке у чиповима да би добили додатне могућности, успевајући да добију више од 8 спрајтова.
Звучни чип SID је имао три канала са неколико различитих облика сигнала. Он је такође био изузетно напредан за своје време. Дизајнирао га је Роберт Јанес, коју је касније основао фабрику за производњу синтисајзера Енсоник. Јанес је критиковао звучне чипове других ривалских рачунара као ”примитивне, очигледно дизајниране од стране људи који не знају ништа о музици”. Познати композитори музике за игре на Комодору 64 су били Роб Хауард, Бен Даглиш и Мартин Галвеј. Године 1999. шведска компанија Електрон је произвела СидСтејшен синтетизаторски модул, изграђен око SID чипа користећи његове преостале залихе. Неколико музичких група користи овај уређај.

### Ревизије хардвера
Смањивање трошкова производње је био водећи разлог ревизија матичне плоче Комодора 64. То је било од виталног значаја за Комодоров опстанак током тржишног рата и надолазеће ере шеснаестобитних рачунара. ОригиналнаC64C матична плоча Комодора 64 је прошла кроз две веће и неколико мањих ревизија мењајући позицију VIC-II, SID и PLA чипова. У почетку велики део трошкова је смањиван смањивањем броја коришћених дискретних компоненти као што су отпорници и диоде.
Чип VIC-II је произвођен у 5-микрометарској НМОС технологији, радећи на 8 мегахерца. На тако високој фреквенцији рада, стварао је много топлоте, принудивши МОС Технолоџи да користи керамичка паковања, која су била скупља од пластичних, али су боље одводили топлоту.
Након редизајна из 1983, VIC-II је био запакован у пластично DIL кућиште, које је значајно смањило трошкове, али није решило проблем загревања. Без керамичког паковања, VIC-II је захтевао употребу плочице која би одводила топлоту. Да би се избегли додатни трошкови, метални РФ штит је искоришћен као плочица за хлађење VIC чипа, иако нису сви рачунари били опремљени овим типом заштите. Већина Комодора 64 у Европи је било опремљено картонским РФ штитом, прекривеним слојем металне фолије. Ефикасност картона је била под великим знаком питања, а још горе, деловала је као изолатор који је блокирао проток ваздуха заробивши топлоту коју су стварали SID, VIC и PLA чипови.
SID је прављен користећи НМОС на 7, а у неким подручјима 6 микрометара. Прототип SID чипа и неки рани произведени модели су имали керамичко кућиште, али за разлику од VIC-II, они су били у много мањем броју од SID чипова који су били у пластичном кућишту када је производња започела у раној 1982.
1986. Комодор је избацио последњу верзију класичне матичне плоче Комодора 64. Иначе је била скоро идентична дизајну из 1984, само што је сада користила два 4 × 64 килобитна DRAM чипа у односу на оригиналних осам 1 × 64 килобитних.
Након издавања Комодора 64Ц, МОС Технолоџи је почео да прилагођава чипсет Комодора 64 ХЦМОС технологији. Главна корист употребе ХЦМОС-а је та што је он захтевао мањи напон за управљање интегрисаним колом, што је за последицу имало мање стварање топлоте. Ово је повећало поузданост SID и VIC чипова.
1987. године, Комодор је избацио Комодор 64ц са тотално редизајнираном матичном плочом, уобичајено познатом као кратка плоча. Нова плоча је користила нови ХЦМОС чипсет, са додатком новог 64-пинског PLA чипа. Нови SuperPLA како је био назван, интегрисао је многе дискретне компоненте и TTL чипове. 2114 колорни РАМ је интегрисан у последњу ревизију PLA чипа.

### Проблеми са напајањем
Комодор 64 је користио спољно напајање. Док је то ослобађало драгоцен простор у кућишту рачунара, само напајање је било једва довољно за захтеве Комодора 64 и повремено је отказивало због прегревања. Неки корисници су куповали напајања других произвођача. Касније су напајања других произвођача постала од изузетног значаја када су радили заједно са периферијама фирме Криејтив Микро Дизајнс.

## Спољашњи хардвер
Периферије:
-Датасет(dattasset) 1530c2n-спољашњи читач дата касета, најпознатији датасет је 1530 модел који, при коришћењу обичних компакт-касета, даје 170 kB меморије
-флопи диск 1541II- 5'1/4 дискете од 170 kB
-флопи диск 1581 -3'1/2 дискете од 720 kB
-Флопи дидк 1010 (познатији код амиге)-3'1/2 амига дискете од 880 kB и ПЦ дискете од 720 kB
-модем(аутомодем)
-штампачи (MPS 801-803)
-CP/M модул
-комодор миш

## Спецификације

### Унутрашњи хардвер
- Микропоцесор: МОС Технолоџи 6510-8500 (6510/8500 је био модификован 6502 са интегрисаним шестобитним улазним/излазним портом)
  - Фреквенција рада (клок): 1.023 MHz (NTSC) или 0.985 MHz (PAL)
- Видео: МОС Технолоџи ВИЦ-II 567/8567 (NTSC), 6569/8569 (PAL)
  - Битмапна графика: 320x200 (2 боје у сваком 8x8 блоку тачкица), 160x200, у 3 боје + позадина
  - Текстуални мод: 40×25 карактера
  - 8 хардверских спрајтова
  - хардверско померање екрана
- Звук
  - 3-канални синтисајзер
  - 8 октава
  - Генератор таласа и шумова
  - 4 програмибилна филтера
- РАМ
  - 64 килобајта (65 536 бајтова) од чега је 38 килобајта минус 1 бајт (38 911 бајтова) било доступно програмима за бејсик
  - прошириво до 320 килобајта
- РОМ
  - 20 килобајта (9 килобајта бејсик, 7 килобајта КЕРНЕЛ, 4 килобајта генератор знакова)

### Улазно-излазни портови и напајање
- Улазно-излазни портови
  - Осмопински ДИН конектор који је укључивао композитни видео излаз и звучни улаз/излаз
  - Серијски порт за Комодорове штампаче и дискове
  - Паралелни порт за модем
  - Прикључак за касетофон
- Улаз за напајање (5 волти једносмерне и 9 волти наизменичне струје из спољашњег напајања, који се прикључивао преко седмопинског женског улаза.

## Занимљивости
- Уводни екран Комодора 64 је коришћен у уводној секвенци игре Grand Theft Auto: Vice City.
- Бејсик В2, програмски који је долазио инсталиран уз рачунар, могао је бити оборен наредбом PRINT""+-[x] (где је х било који цео број) или покушајем креирања бејсик-програма са бројем почетне линије близу 350800)

### Емулатори
- - емулатор Комодора 64 и осталих Комодорових рачунара за разне оперативне системе
- – емулатор за Мајкрософт Виндовс платформу

### Портали са линковима
- – каталог наслова са Комодора 64 који се могу играти преко интернета
- – велика колекција линкова за емулаторе и хардверске пројекте

### Историја
- – од Кена Полсона Архивирано на веб-сајту  (11. март 2006)
- – успомене које су написали корисници Комодора 64

### Архиве
- - архива демоа за Комодор 64
- - ФТП сајт који садржи стари и скорашњи софтвер за Комодор 64 -
- - решења и шифре за авантуре са Комодора 64

### Музика
-Press Play on Tape – дански бенд који изводи песме из игара са Комодора 64
- Ц-64 носталгија

### Остало
- – група ентузијаста која још увек прави и дистрибуира нове игре и хардвер за Комодор 64 Архивирано на веб-сајту  (22. фебруар 2006)
- – домаћи сајт посвећен емулацији старих рачунара и конзола